# Zoop (computerspel)
Zoop (Japans: ズープ) is een puzzel-computerspel dat werd ontwikkeld door Hookstone en uitgebracht door Viacom New Media. Het spel kwam in 1995 uit voor een aantal platforms. In het spel bestuurt de speler een driehoek dat zich midden op het scherm bevindt. Elke seconde komt er een vormpje aan de zijkant van het scherm naar binnen. De speler kan vormpjes met dezelfde kleur als de driehoek kapotschieten. Op deze manier kan hij ervoor te zorgen dat geen enkel vormpje het middelste kwadrant binnendringt. Het speelveld wordt met bovenaanzicht getoond.

## Platforms
| Jaar | Platform                                                                       |
| ---- | ------------------------------------------------------------------------------ |
| 1995 | DOS, Game Boy, Game Gear, Macintosh, PlayStation, SEGA Saturn, Sega Mega Drive |
| 1996 | Atari Jaguar, SNES                                                             |

## Ontvangst
| Beoordeeld door                      | Platform        | Datum         | Score |
| ------------------------------------ | --------------- | ------------- | ----- |
| Super Power (Sweden)                 | SNES            | februari 1996 | 91%   |
| GameFan Magazine                     | PlayStation     | januari 1996  | 88%   |
| Consoles Plus                        | Sega Mega Drive | december 1995 | 84%   |
| Joystick (Frans)                     | DOS             | december 1995 | 75%   |
| Video Games & Computer Entertainment | SNES            | november 1995 | 70%   |
| GameSpot                             | DOS             | 1 mei 1996    | 70%   |
| GamePro (USA)                        | SNES            | december 1995 | 70%   |
| Joypad                               | Sega Mega Drive | december 1995 | 70%   |
| High Score                           | DOS             | februari 1996 | 60%   |
| Pocket Magazine / Pockett Videogames | Game Gear       | 1995          | 60%   |